# ورتون
ورتون (به انگلیسی: Wretton) یک روستا و محله مدنی در بریتانیا است که در کینگ لین و نورفک غربی واقع شده‌است. ورتون ۴٫۷۰ کیلومتر مربع مساحت و ۳۶۹ نفر جمعیت دارد.